# Braulio (cantante)
Braulio Antonio García Bautista, más conocido como Braulio (Santa María de Guía, Gran Canaria, Islas Canarias, 22 de julio de 1945), es un cantautor español.

## Biografía
Con una carrera profesional iniciada en 1973 y reiniciada en 1983, su palmarés es amplio: Obtuvo premios en los festivales de Benidorm (1973, 1975 y 1981) y Alcobendas (1974 y 1975), ganó por votación popular la representación de TVE en el Festival de Eurovisión 1976 con «Sobran las palabras», donde terminó en el puesto 16.º de entre los 18 participantes, y la Gaviota de Plata del Festival Internacional de la Canción de Viña del Mar de 1979 (Chile). Además, consiguió galardones también en Rostock (Alemania Oriental, 1980) y en Japón (Yamaha, 1982).
Después de tener una trayectoria muy consolidada en España, se trasladó a vivir a los Estados Unidos. Uno de los motivos de su traslado fue el ostracismo al que el artista fue sometido después de la canción "Mándese a Mudar", de su álbum "Canto a Canarias". El disco en general tiene muy impreso el sentir nacionalista de la Canarias de aquella época. El tema "Mándese a Mudar" era un canto que básicamente invitaba a los "godos" (nombre despectivo con el que se conoce en Canarias a los españoles) a marcharse con su actitud prepotente y despectiva hacia el pueblo de vuelta a su tierra.
"Si usted considera/ que el nuestro es un pueblo/ de gente indolente./ Escuche este canto,/ amigo de fuera,/ y téngalo presente./ Escuche este canto/ amigo de fuera,/ y téngalo presente…/ Mándese a mudar,/ mándese a mudar./ Agarre usted el ferry,/ meta en él sus trastos/ y no vuelva más.
En una entrevista el artista llegó a confesar lo siguiente: “Me condenaron al ostracismo. Gente que era asidua mía no me dirigían la palabra. Y hubo una pequeña agresión de una señora en un club. Puse tierra de por medio”.
Con el tiempo, ha conseguido en América Latina y en Estados Unidos un respaldo de los medios especializados y del público.

## Premios y reconocimientos

### Premios
- En 1979, es ganador del Festival de Viña del Mar, con la canción A tu regreso a casa.
- En 1986 recibe el premio Aplauso 92, otorgado por la popular emisora FM 92, como cantante impacto masculino de 1985.
- En 1987 gana el trofeo como cantante del año otorgado por la prestigiosa emisora de radio Kiki la Grande de San Francisco, California.
- En marzo de ese año, durante una fiesta en el Wardolf Astoria Hotel de Nueva York, es distinguido por la Asociación de Cronistas del Espectáculo como mejor cantante masculino de 1987.
- En abril de 1988 recibe el trofeo como cantante baladista masculino en Aplauso 92.
- En mayo de ese año, en Altos de Chavón (Rep. Dominicana) recibe tres trofeos como mejor canción, mejor intérprete y mejor álbum.
- Este mismo año (1988) recibe los premios Súper Q como mejor compositor, mejor cantante y mejor álbum del año.
- En 1989 se le otorga el premio a la mejor música de novela concedido por la cadena hispana de televisión Univisión y la revista TV y Novelas, por el tema Un tiempo para nosotros de la telenovela Angélica, mi vida, producción de la también cadena de TV hispana Telemundo.
- El 24 de marzo de 1990 recibe el trofeo a la mejor actuación en centro nocturno, otorgado por la A.C.E. de Nueva York.
- En el mismo año recibe el premio cantautor del año otorgado por la FM 92 de Miami.
- En 1992 recibe el premio como cantautor del año durante la entrega de los Aplauso 92 que organizaba la emisora de radio FM 92.

### Distinciones
- En 1985 forma parte del selecto grupo de artistas latinos que en la ciudad de Los Ángeles graba el tema Cantaré, cantarás cuyos ingresos se destinaron a mitigar el hambre en el mundo.
- En EE.UU. ha sido distinguido con la entrega de las llaves de oro de ciudades como Miami y Hialeah, Florida.
- En 1988 recibe la única nominación para un artista de su tierra, Islas Canarias, a los prestigiosos Grammys, por su producción Lo bello y lo prohibido.
- En enero de 1991 participa en el Encuentro de los grandes, evento organizado por la cadena de televisión Univisión y Radio Ritmo.
- De manos del alcalde de Miami, Xavier Suárez, recibe el 24 de agosto del mismo año la proclamación de esa fecha como "El día de Braulio" en esa ciudad.
- En 1994 recibe, en Canarias, una distinción de la prestigiosa Orden del Cachorro.
- En 1999 recibe, también en esas islas, un trofeo de la popular Orden del Plátano.
- En noviembre de 2000 fue nombrado hijo predilecto de su ciudad natal, Santa María de Guía.
- Discos de oro otorgados por la compañía Sony por los siguientes discos: Lo bello y lo prohibido, Con todos los sentidos, Sobrevivientes del amor, Entre el amor y el deseo, Apenas 20 años. Y un disco de platino por Con todos los sentidos.

## Composiciones para telenovelas
- Un tiempo para nosotros, compuesta para Angélica, mi vida de la cadena Telemundo.
- Amándote, soñándote, compuesta para la telenovela argentina Amándote de Canal 11.
- La sombra de lo que fui y Ya no hay nada que ocultar, cantados por Yolandita Monge, se utilizaron en la telenovela de Telemundo Puerto Rico, Natalia.
- En la cárcel de tu piel, se utilizó como tema musical en la telenovela colombiana Por ti, Laura.
- Escribió e interpretó dos temas, La gloria y el poder y Teresa, para la telenovela El magnate, de Telemundo.
- Para la telenovela Tres destinos de Telemundo escribió tres temas, el más conocido fue Esta clase de amor, interpretado por él mismo.

## Dúos y acompañantes
- Garoé (España)
- José José (México)
- José Vélez (España)
- Lissette (Cuba)
- Los Gofiones (España)
- Los Granjeros (España)
- Los Sabandeños (España)
- Lourdes Robles (Puerto Rico)
- Manoella Torres (México)
- Massiel (España)
- Mestisay (España)
- Tony Vega (Puerto Rico)
- Yolandita Monge (Puerto Rico)
- Geno Machado (España)

## Discografía seleccionada
- 1975 Déjalo Volver
- 1976 Sobran las Palabras
- 1978 Vivir Sintiendo
- 1979 A Tu Regreso a Casa
- 1981 Flor de discoteca
- 1983 Reencuentro
- 1985 En la cárcel de tu piel
- 1986 Lo bello y lo prohibido
- 1988 Con todos los sentidos
- 1989 Cortar por lo sano... y otros grandes éxitos!
- 1990 Sobrevivientes del amor
- 1992  Entre el amor y el deseo
- 1994 Bolero jazz tenderly
- 1994 Apenas 20 años
- 1995 Amar es lo que importa
- 1995 Canto a Canarias I y II
- 2001 Distintos
- 2002 El Regreso
- 2009 Boleros, con los que me enamoré
- 2016 Sie7e Décadas